# لیزا جوی
لیزا جوی (انگلیسی: Lisa Joy؛ زادهٔ ۲۳ مه ۱۹۷۷) تهیه‌کننده، فیلم‌نامه‌نویس و کارگردان آمریکایی است. وی از سال ۲۰۰۷ میلادی تاکنون مشغول فعالیت بوده است. او با همسرش جاناتان نولان، سازندگان مجموعهٔ تلویزیونی وست‌ورلد (۲۰۱۶–۲۰۲۲) بودند. آشنایی آن‌ها به پیش‌نمایش فیلم ممنتو بازمی‌گردد.

## فیلم‌شناسی
فیلم
| عنوان | سال         | کارگردان | نویسنده | تهیه‌کننده |
| ----- | ----------- | -------- | ------- | --------- |
| ۲۰۲۱  | خاطره‌پردازی | آری      | آری     | آری       |

تلویزیون
| سال       | عنوان           | در نقش   | در نقش  | در نقش           | توضیحات                   |
| سال       | عنوان           | کارگردان | نویسنده | تهیه‌کننده اجرایی | توضیحات                   |
| --------- | --------------- | -------- | ------- | ---------------- | ------------------------- |
| ۲۰۰۷–۲۰۰۹ | Pushing Daisies | نه       | آری     | نه               | ۳ قسمت                    |
| ۲۰۰۹–۲۰۱۱ | مهره سوخته      | نه       | آری     | نه               | ۱۹ قسمت، همچنین تهیه‌کننده |
| ۲۰۱۶–۲۰۲۲ | وست‌ورلد         | آری      | آری     | آری              | سازندهٔ مشترک ۳۶ قسمت      |
| ۲۰۲۲      | پریفرال         | نه       | نه      | آری              |                           |
| ۲۰۲۴      | فال‌آوت          | نه       | آری     | آری              |                           |
| TBA       | فرزند           | نه       | آری     | آری              |                           |